# Hermann Schmidtmann
Hermann Schmidtmann (* 10. Januar 1841 in Schmalkalden; † 13. November 1919 im Schloss Grubhof (Sankt Martin bei Lofer), Bezirk Zell am See, Bundesland Salzburg) war ein deutscher Kalibergbau- und Düngemittel-Unternehmer.

## Leben
Schmidtmann stammte aus armen Verhältnissen und übersiedelte mit 17 Jahren in die USA. Dort wurde er ein erfolgreicher und vermögender Geschäftsmann. Sein Vermögen erwirtschaftete er unter anderem, indem er das Patent für die Diamantenkronenbohrmaschinen aufkaufte und es sehr gewinnbringend an den Rockefeller-Konzern weiterverkaufte. Mit 30 Jahren kehrte er nach Europa zurück. Er kontrollierte Ende des 19. Jahrhunderts den Düngemittel-Markt in Deutschland, Österreich-Ungarn, Russland und den USA und war Besitzer von Silberminen in Südamerika sowie von Patenten im Eisenbahnbau.
1885 reiste er nach Reichenhall (heute Bad Reichenhall) und wandte sein Interesse seitdem mehr der Landwirtschaft, Viehzucht und Fischerei zu. Im Jahr 1890 erwarb er den herrschaftlichen Grubhof, den er zu Schloss Grubhof umbauen ließ, sowie Schloss Oberrain in Unken (Salzburg) und weitere Bauerngüter. Er ließ auch Telefonleitungen einrichten sowie das erste Elektrizitätswerk im Pinzgau.
Schmidtmann steigerte die landwirtschaftlichen Erträge auf seinen Gütern durch den Einsatz der Kali-Düngung. Er war auch als Viehzüchter erfolgreich und züchtete das Pinzgauer Rind, das norische Pferd und braune Lipizzaner sowie die aus Amerika eingeführte Regenbogenforelle. Außerdem veranlasste er Versuche auf dem Gebiet der Obst- und Getreidezucht und ließ in Glashäusern Obst und Gemüse für den deutschen Kaiserhof in Berlin anbauen.
Schmidtmann war mit der Schweizerin Josefine Bürgi verheiratet und hatte einen Sohn und eine Tochter. Seine Tochter Florence heiratete am 29. März 1901 den deutschen Generalmajor Arno von Poser und Groß-Naedlitz.
Er verstarb auf Schloss Grubhof unter der Obhut seiner Tochter und seines Schwiegersohns und wurde im Garten des Schlosses begraben.